# NKIRAS2
NKIRAS2 (англ. NFKB inhibitor interacting Ras like 2) – білок, який кодується однойменним геном, розташованим у людей на короткому плечі 17-ї хромосоми. Довжина поліпептидного ланцюга білка становить 191 амінокислот, а молекулярна маса — 21 508.
| 10         |  | 20         |  | 30         |  | 40         |  | 50         |
| ---------- |  | ---------- |  | ---------- |  | ---------- |  | ---------- |
| MGKSCKVVVC |  | GQASVGKTSI |  | LEQLLYGNHV |  | VGSEMIETQE |  | DIYVGSIETD |
| RGVREQVRFY |  | DTRGLRDGAE |  | LPRHCFSCTD |  | GYVLVYSTDS |  | RESFQRVELL |
| KKEIDKSKDK |  | KEVTIVVLGN |  | KCDLQEQRRV |  | DPDVAQHWAK |  | SEKVKLWEVS |
| VADRRSLLEP |  | FVYLASKMTQ |  | PQSKSAFPLS |  | RKNKGSGSLD |  | G          |

A: Аланін

C: Цистеїн

D: Аспарагінова кислота

E: Глутамінова кислота

F: Фенілаланін

G: Гліцин

H: Гістидин

I: Ізолейцин

K: Лізин

L: Лейцин

M: Метіонін

N: Аспарагін

P: Пролін

Q: Глутамін

R: Аргінін

S: Серин

T: Треонін

V: Валін

W: Триптофан

Задіяний у такому біологічному процесі, як альтернативний сплайсинг. 
Білок має сайт для зв'язування з нуклеотидами, ГТФ. 
Локалізований у цитоплазмі.